# タイ国鉄AHK型ディーゼル機関車
タイ国鉄AHK型ディーゼル機関車（タイこくてつAHKがたディーゼルきかんしゃ）は、1980年に製造されたタイ国有鉄道の電気式ディーゼル機関車である。その車番から4200形と呼ばれる場合もある。

## 導入の経緯
タイ国鉄では1963年に導入されたGE型に続く大型電気式ディーゼル機関車の第2弾として、1975年にフランス・アルストム製のALS型を導入した。ALS型は、導入当初はトラブルが発生したものの、地上設備の拡充などにより問題が解消した後はその高出力を存分に発揮して輸送力増強に貢献した。そこで、さらなる輸送力増強を目指し、このALS型の改良・増備型として製造されたのが本形式である。その後さらに同様の形態の増備型としてALD型、ADD型が製造されたため、本形式を含めた4形式はまとめてALS系とも呼ばれる。
なお、基金拠出の関係で、一部車両はALS型を製造したフランス・アルストムではなく、ドイツのヘンシェル・クルップグループが製造を担当した。

## 車両

### 構造
ALS型と同じエンジンを搭載するが、AHK型からは歯車比が変更され、最高速度が95 km/hから100 km/hへと引き上げられるなどマイナーチェンジが行われた。また、4228号機は試験的に本来の16気筒185×210 mmエンジン（16PA4V185）から12気筒200×210 mmエンジン（12PA4V200VG）へと換装されていたが、他に波及することはなく、AHK型におけるエンジン換装はこの1両のみに留まっている。

### 車体
ALS型と全く同じ、角ばった箱型の車体をしている。そのため、車番以外の外見からALS系のうちどの形式であるかを判別するのは非常に困難である。ライトについては、前照灯と尾灯が同じ大きさの車両、更新され尾灯が一回り小さくなった車両、さらに近年ではLED化された車両も出現しており、様々な形態の車両が混在している。

### 塗装
塗装は、2019年現在前面が黄色で側面がオレンジ色を基調とした「旧塗装」と、側面は旧塗装と同一で前面が淡いオレンジ色と茶色の「新塗装」が存在する。どちらの塗装も車体全周にわたって細い帯を巻いている。登場時（旧塗装）の細帯は白一色だったが、現在では旧塗装、新塗装ともに車両によって銀+赤、銀+青、白一色など一定しない。さらに新塗装の車両の一部には車体前面下部に"ร.ฟ.ท."の黒いロゴが大きく入った車両もあり、塗装形態の増加に拍車をかけている。なお近年旧塗装に塗りなおされた車両が出現しており、今後は旧塗装と新塗装の両方が維持されるか、あるいは旧塗装に再統一されるものと思われる。

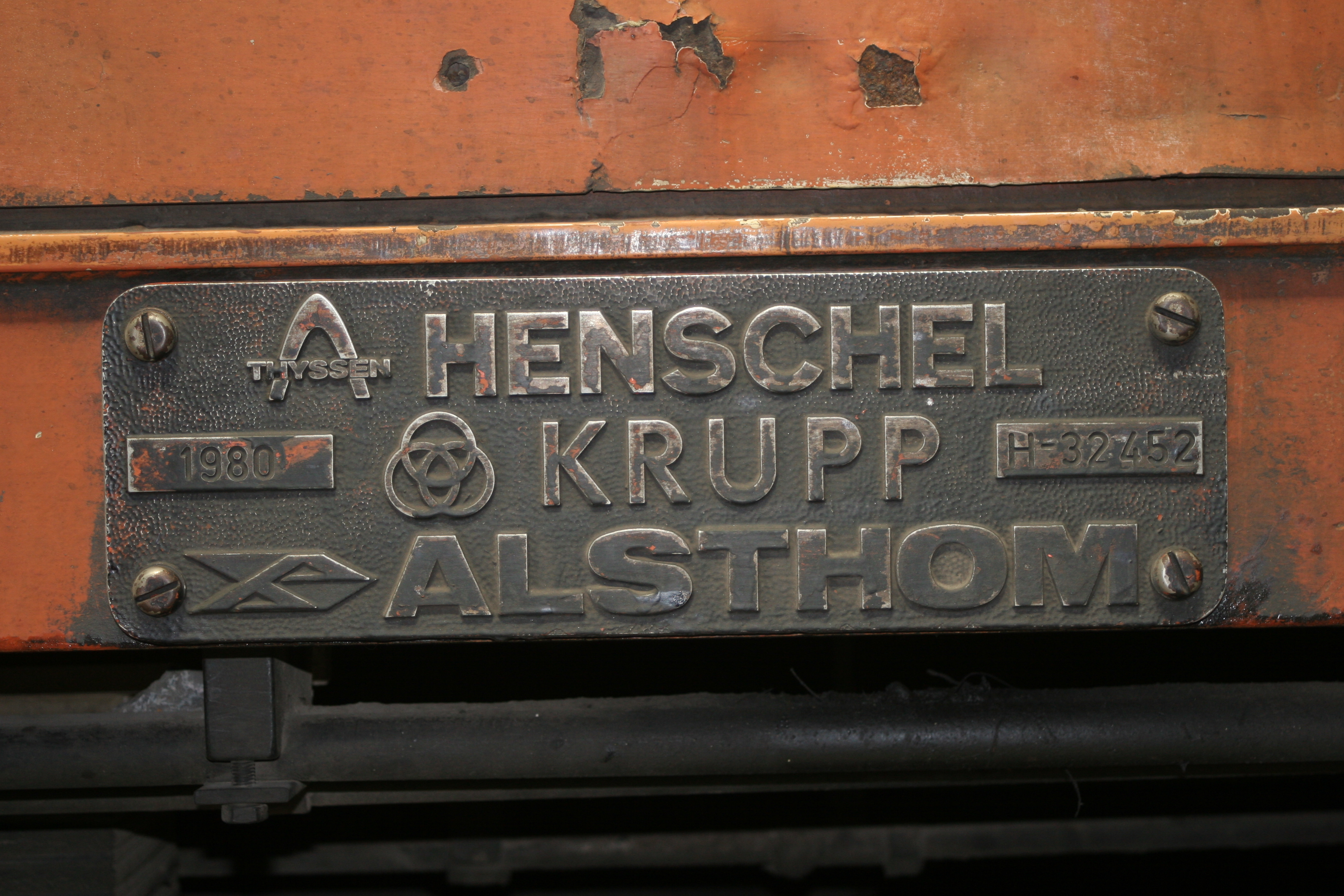
4201号機製造銘板

| 車両番号 | 製造番号 |  | 車両番号 | 製造番号 |  | 車両番号 | 製造番号 |
| -------- | -------- |  | -------- | -------- |  | -------- | -------- |
| 4201     | H-32452  |  | 4211     | H-32457  |  | 4221     | H-32462  |
| 4202     | K-5475   |  | 4212     | K-5480   |  | 4222     | K-5485   |
| 4203     | H-32453  |  | 4213     | H-32458  |  | 4223     | H-32463  |
| 4204     | K-5476   |  | 4214     | K-5481   |  | 4224     | K-5486   |
| 4205     | H-32454  |  | 4215     | H32459   |  | 4225     | H-32464  |
| 4206     | K-5477   |  | 4216     | K-5482   |  | 4226     | K-5487   |
| 4207     | H-32455  |  | 4217     | H-32460  |  | 4227     | H-32465  |
| 4208     | K-5478   |  | 4218     | K-5483   |  | 4228     | K-5488   |
| 4209     | H-32456  |  | 4219     | H-32461  |  | 4229     | H-32466  |
| 4210     | K-5479   |  | 4220     | K-5484   |  | 4230     | K-5489   |

## 運用
最終的に113両が製造されたALS系は、製造開始から半世紀近く経過した2022年現在でもタイ国鉄のディーゼル機関車の最大勢力であり主力機関車である。導入当初から現在まで、その高出力を活かして前述の同系列3形式とともに特急・急行運用から普通列車、貨物列車のけん引に至るまで幅広く運用されている。また、北本線の急勾配区間であるクンターン峠を擁するナコーンラムパーン - クンターン間において、本形式を含むALS系が補機として特急列車などに連結される。